# Centre (Alabama)
Centre es una ciudad ubicada en el condado de Cherokee en el estado estadounidense de Alabama. En el censo de 2000, su población era de 3216. 

## Demografía
En el 2000 la renta per cápita promedia del hogar era de $ $24,000, y el ingreso promedio para una familia era de $35,250. El ingreso per cápita para la localidad era de $14,997. Los hombres tenían un ingreso per cápita de $31,636 contra $22,035 para las mujeres.

## Geografía
Centre está situado en 34°9′33″N 85°40′29″O / 34.15917, -85.67472 (34.159181, -85.674742).
Según la Oficina del Censo de los EE. UU., la ciudad tiene un área total de 11.07 millas cuadradas (28.68 km ²).